# Schotse Wikipedia
De Schotse Wikipedia (Schots: Scots Wikipaedia) werd op 23 juni 2005 gestart door de Wikimedia Foundation en is een van de edities die in een Angelsaksische taal worden geschreven, naast bijvoorbeeld die in het Engels, Simpel Engels en Oudengels.

## Geschiedenis
De Schotse Wikipedia telde in december 2018 ongeveer 53.000 artikelen.
In augustus 2020 werd bekend dat zo'n 20.000 artikelen van de Schotse Wikipedia waren geschreven door een Amerikaanse tiener over een periode van ongeveer acht jaren. De jongeman beheerste de Schotse taal niet en verzon wat hij als Schots beschouwde.